# تشارلستون (فيرمونت)
تشارلستون (بالإنجليزية: Charleston, Vermont)‏ هي بلدة تقع في مقاطعة أورليانز (فيرمونت) بولاية فيرمونت في الولايات المتحدة. تأسست عام 1780، تبلغ مساحتها 100 (كم²)، وترتفع عن سطح البحر 358 م، بلغ عدد سكانها 895 نسمة في عام 2000 حسب إحصاء مكتب تعداد الولايات المتحدة وتصل الكثافة السكانية فيها 9.2 نسمة/كم2.

## وصلات خارجية
- The US50 - Cities and Towns in Vermont State
- Vermont Cities and Towns, Facts, Map, Flag, Colleges, Government, and More